# Trinkgeld

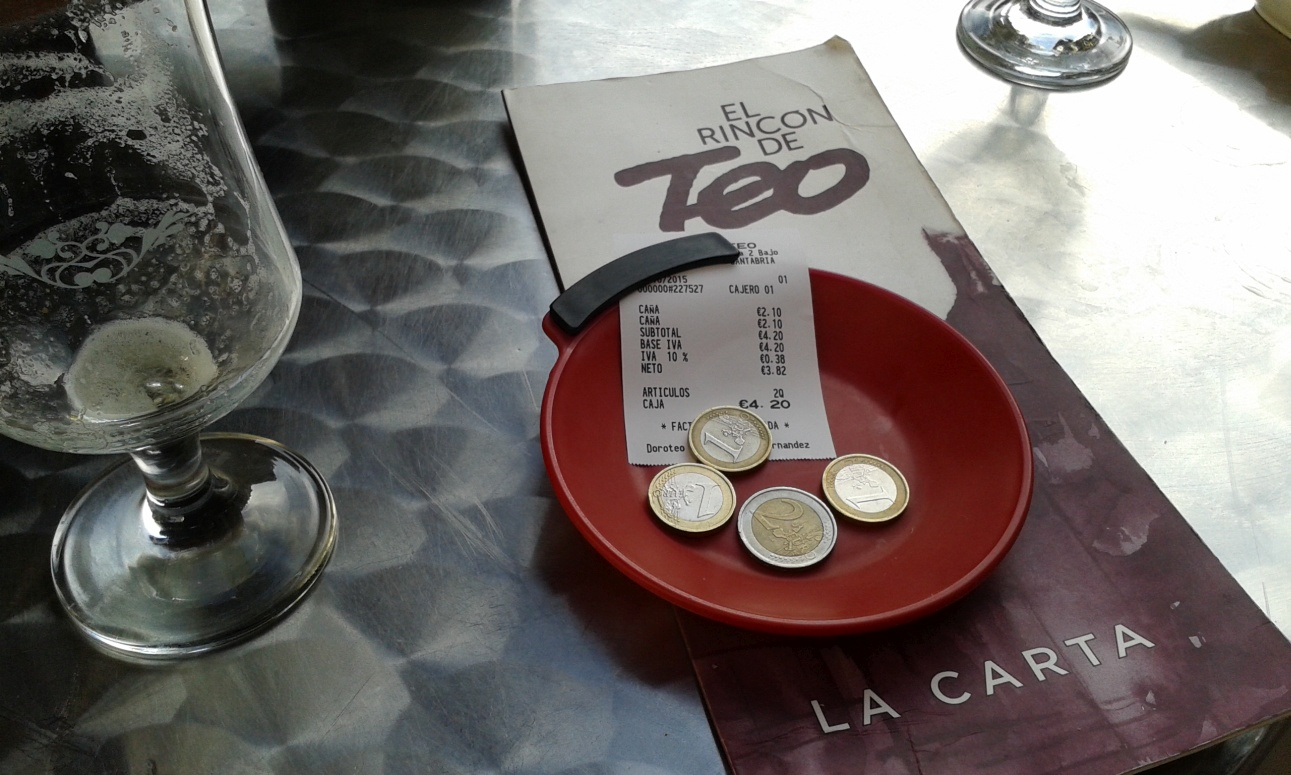
Trinkgeld

Trinkgeld (veraltet auch französisch Douceur, deutsch „Süßigkeit, Sanftheit“) ist in der Wirtschaft eine durch den Gast oder Kunden über den Rechnungsbetrag hinaus erbrachte freiwillige Zahlung, mit der eine besondere Dienstleistungsqualität honoriert werden soll.

## Allgemeines
Zu trennen ist das freiwillig gezahlte Trinkgeld von Bedienungsgeld, Bedienungszuschlag oder Servicepauschale, die Bestandteil des Kaufpreises oder der Rechnung sind.

## Deutschland
Der „Knigge“ rät in Deutschland zu einem Trinkgeld zwischen 5 % und 10 % des Rechnungsbetrags, dieses ist aber in der Regel von der Zufriedenheit des Gastes und Beziehung der Gäste untereinander abhängig. Es kann weniger oder gar kein Trinkgeld gezahlt werden, ohne dass hierüber Rechenschaft abgelegt werden muss. In den einzelnen Dienstleistungszweigen (Friseure, Gaststätten, Hotelgewerbe, Lieferdienste, Reiseleiter, Taxifahrer, Zusteller) können die Gebräuche durchaus unterschiedlich ausfallen; auch eine Aufrundung auf einen nächsthöheren glatten Geldbetrag ist üblich. Während in diesen Berufen das Trinkgeld als Zuzahlung über den Kaufpreis hinaus gegeben wird, kann es auch als eigenständiges Entgelt (z. B. als Toilettengroschen) zahlbar sein.
Bei Dienstleistungen wie dem Austragen von Zeitungen wird in manchen Orten Trinkgeld einmal jährlich zu Weihnachten gegeben.
Regelungen über das Trinkgeld gibt es in Deutschland im Gewerberecht, Arbeitsrecht und Steuerrecht.

### Gewerberecht
Die Gewerbeordnung (GewO) enthält in § 107 Abs. 3 GewO in der Fassung vom 7. Juli 2005 eine Legaldefinition des Begriffs Trinkgeld: „Trinkgeld ist ein Geldbetrag, den ein Dritter ohne rechtliche Verpflichtung dem Arbeitnehmer zusätzlich zu einer dem Arbeitgeber geschuldeten Leistung zahlt.“ In § 107 Abs. 3 Satz 1 GewO wird ausdrücklich verboten, dass Arbeitnehmer ausschließlich für Trinkgeld arbeiten dürfen. Danach darf das regelmäßige Arbeitsentgelt nicht durch Trinkgeld ersetzt werden, eine Anrechnung von Trinkgeld auf den Arbeitslohn ist somit untersagt. Außerdem klärt diese Bestimmung, dass Trinkgelder lediglich an Arbeitnehmer und nicht bei einer Dienstleistung durch den Arbeitgeber selbst fällig werden. Diese Vergütung von Kellnern, Bäckereiverkäufern, Angestellten in „Friseurwerkstätten“, Badeanstalten und Fuhrhaltereien ausschließlich durch Trinkgeld war früher nämlich nicht unüblich. Im Jahre 1912 hielt man solche Vereinbarungen immer noch „wohl nicht“ für unsittlich, „wenn das Trinkgeld mit Sicherheit erwartet werden kann.“ Internationale Abkommen sehen die Zahlung eines Grundentgelts vor, das unabhängig vom Trinkgeld zu entrichten ist. Nach Art. 6 ILO-Übereinkommen 172 (Übereinkommen über die Arbeitsbedingungen in Hotels, Gaststätten und ähnlichen Betrieben) müssen die Arbeitnehmer ungeachtet der Trinkgelder ein Grundentgelt erhalten, das in regelmäßigen Zeitabständen gezahlt wird.

### Arbeitsrecht
Trinkgelder sind keine Arbeitgeberleistungen und daher nicht Bestandteil des Arbeitslohns. Ob das freiwillig gezahlte Trinkgeld eine Schenkung des Gastes an die Bedienung nach § 516 Abs. 1 BGB darstellt, ist umstritten. Einige Gesetzeskommentare gehen von einer Schenkung aus, für andere sind Trinkgelder keine Schenkungen, sondern beziehen sich auf einen geleisteten Dienst und beruhen auf einer zuvor erbrachten Leistung. Bereits 1928 sah Ludwig Zimmerle Trinkgeld nicht als Schenkung an.
Unentgeltlich ist eine Leistung dann, wenn sie unabhängig von einer Gegenleistung erfolgt. Liegen keine Vertragsstörungen (wie Lieferverzug oder Schlechtleistung) vor, wird der Kaufpreis vollständig entrichtet. Damit ist der Kaufvertrag auch vom Kunden voll erfüllt. Zahlt er dennoch darüber hinaus ein Trinkgeld, so hat dies keinen unmittelbaren Bezug mehr zum Kaufvertrag, sondern diese Zuwendung wird aus Dankbarkeit erbracht (remuneratorische Schenkung). Aus Sicht der Bedienungen jedenfalls werden Trinkgelder nicht als zusätzliche Entlohnung für die korrekte Vertragserfüllung betrachtet und können deshalb als „belohnende (remuneratorische) Schenkung“ angesehen werden.
Diese Trinkgelder gehören im Hinblick auf Urlaub, Arbeitsunfähigkeit und Betriebsratstätigkeit nicht zum vom Arbeitgeber fortzuzahlenden Arbeitsentgelt. Da Trinkgelder aus der persönlichen Beziehung zwischen Gast und Bedienung resultieren, muss die Bedienung die erhaltenen Trinkgelder auch nicht an den Betriebsinhaber abliefern, damit dieser sie an alle Mitarbeiter verteilt.

#### Regelungen für kommunale Dienstleistungen
Bei kommunalen Dienstleistern wie der Müllabfuhr ist in manchen Orten die Annahme von Trinkgeld verboten. So sind in München Bargeld-Zuwendungen an Mülllader seit 2010 verboten, um die Gleichbehandlung mit allen anderen kommunalen Beschäftigten zu gewährleisten; Ausnahmen bestehen lediglich bei Sachzuwendungen. Die Annahme von Trinkgeld kann dann ggf. die Kündigung zur Folge haben; der Trinkgeldgeber kann unter Umständen wegen Bestechung belangt werden.

### Steuerrecht
Steuerrechtlich sind bestimmte Trinkgelder nach § 3 Nr. 51 EStG steuerfrei. Die Steuerbefreiung setzt voraus, dass das Trinkgeld anlässlich einer Arbeitsleistung dem Arbeitnehmer von Dritten freiwillig und ohne dass ein Rechtsanspruch besteht zusätzlich zu dem Betrag gegeben wird, der für diese Arbeitsleistung vom Arbeitgeber zu zahlen ist. Trinkgeld ist nach der Rechtsprechung des BFH das „einem Arbeitnehmer oder sonstigen Dienstleistenden anlässlich einer Dienstleistung über die hierfür zu beanspruchende Vergütung hinaus freiwillig gewährte Entgelt“. Dem Begriff des Trinkgeldes sei dem BFH zufolge als Zeichen der besonderen Honorierung einer Dienstleistung über das vereinbarte Entgelt hinaus ein Mindestmaß an persönlicher Beziehung zwischen Trinkgeldgeber und Trinkgeldnehmer grundsätzlich immanent. Charakteristisch dafür sei, dass in einem nicht unbedingt rechtlichen, jedenfalls aber tatsächlichen Sinne Geldfluss und honorierte Leistung korrespondierend einander gegenüberstehen. Das Trinkgeld und die damit „belohnte“ Dienstleistung kommen dem Arbeitnehmer und dem Kunden unmittelbar zugute. Der Trinkgeldempfänger stehe faktisch in einer doppelten Leistungsbeziehung und erhalte entsprechend dazu auch doppeltes Entgelt, nämlich das Arbeitsentgelt seitens seines Arbeitgebers und das Trinkgeld seitens des Kunden.
Trinkgelder sind bei Arbeitnehmern nach § 2 Abs. 1 Satz 1 Nr. 4 EStG Einkünfte aus nichtselbständiger Arbeit. Da sie jedoch steuerfrei sind, ist ein Lohnsteuerabzug nicht vorzunehmen (LStR 2015 H19.3). Das Trinkgeld muss dem Arbeitnehmer anlässlich einer Arbeitsleistung direkt vom Gast zugewendet werden, aber auch vom Arbeitgeber zunächst vereinnahmte Kreditkartentrinkgelder, die er später an seine Arbeitnehmer verteilt, sind Trinkgelder. Auch Trinkgeldtöpfe, die später verteilt werden, sind Trinkgeld. Hat der Arbeitnehmer jedoch einen Rechtsanspruch auf Trinkgelder (Troncs in Spielbanken, Metergeld im Möbeltransportgewerbe), so gehören sie nach R 38.4 Abs. 2 LStR zu den steuerpflichtigen Einnahmen. Trinkgelder müssen „zusätzlich zu dem Betrag gegeben werden, der für diese Arbeitsleistung zu zahlen ist“: wird die Arbeitsleistung nicht entgolten (wie etwa beim Klavierspieler im Kaffeehaus), handelt es sich steuerlich nicht um Trinkgeld.
Dagegen sind „Trinkgelder“, die ein Steuerpflichtiger, der gewerbliche oder selbstständige (freiberufliche) Einkünfte erzielt, von seinen Kunden erhält, Teil des Entgelts für die erbrachte Leistung und steuerpflichtig. § 3 Nr. 51 EStG ist aufgrund des ausdrücklichen Wortlauts auf derartige Einkünfte nicht anzuwenden. Weiterhin sind die Trinkgelder auch Entgelt im Sinne des Umsatzsteuerrechts.

## Schweiz
In der Schweiz wurde das Trinkgeld mit dem Gesamtarbeitsvertrag für das Gastgewerbe 1974 offiziell abgeschafft. Es ist seit dann im Lohn der Serviceangestellten inbegriffen.
Dennoch ist es weiterhin üblich, den Rechnungsbetrag auf den nächsthöheren Fünf- oder Zehnfrankenbetrag aufzurunden, im Durchschnitt macht dies 6 % des Rechnungsbetrags aus. Dies tun 95 % aller Schweizer Gäste, und bezahlen damit insgesamt mehr als eine Milliarde Franken Trinkgeld pro Jahr. Lohnmässig fällt dies durchaus ins Gewicht: Ein Serviceangestellter mit einem Monatslohn von 4'000 Franken kann bis zu 1'500 Franken pro Monat als Trinkgeld dazu verdienen.
Dieses Trinkgeld teilen die Angestellten eines Betriebs üblicherweise selbstständig unter sich auf. Das in bar bezahlte Trinkgeld wird daher nicht buchhalterisch erfasst oder besteuert; es stellt daher eine behördlich tolerierte Form des Schwarzgelds dar. Rechtlich müsste das Trinkgeld aber eigentlich auf dem Lohnausweis erscheinen und damit versteuert und mit Sozialabgaben belegt werden, wenn es einen «wesentlichen Teil des Lohns» darstellt, praxisgemäss 10 % oder mehr.
Die Schweizer Gastronomiebranche geht davon aus, dass das Trinkgeld infolge des zunehmenden bargeldlosen Zahlungsverkehrs in Gaststätten fortan weitgehend abgerechnet und versteuert werden muss, was sich auf die Attraktivität der Arbeit im Service auswirken kann.

## Geschichte

### Deutschland
Trinckgelt (später Trankgeld, Trunkgeld) ist bereits im späten Mittelalter in Deutschland nachgewiesen. Den Ursprung des Wortes kann man darin sehen, dass der Spender das Geld mit dem Wunsch gab, man möge es auf sein Wohl vertrinken. Das Bibalia (Trinkgeld) war schon in den Wochenrechnungen des Prager Dombaus zwischen 1372 und 1378 belegt. Badegeld als Synonym für Trinkgeld kommt noch in Endres Tuchers Baumeisterbuch 1470 sehr häufig vor. Albrecht Dürer, der für den Frankfurter Handelsherrn Jakob Heller einen Altar gefertigt hatte, bedankte sich in einem Brief vom 26. August 1509 für das an seinen Bruder Hans Dürer gezahlte Trinkgeld. Aber auch die Beamten, deren festes Gehalt meist nicht sehr hoch war, waren teilweise auf Trinkgelder angewiesen. Eine ähnliche Einrichtung bestand früher im so genannten Badegeld, das die bayerische Landesordnung („Bairische Lanndstordnung“) 1553 ebenso wie den Blauen Montag abgeschafft haben soll. „Die vom Adel […] verehreten mich desto ehrlicher mit einem guten Trinckgeld“ ist ein Zitat aus dem 1669 erschienenen Roman Simplicius Simplicissimus von Hans Jakob Christoffel von Grimmelshausen. In seinem Buch Über den Umgang mit Menschen riet Adolph Knigge im Jahre 1788, „dem Wagenmeister ein gutes Trinkgeld zu geben“. Im Deutschen Wörterbuch der Gebrüder Grimm wurde 1854 darauf hingewiesen, dass „trinckgeld“ schon im 14. Jahrhundert überreicht wurde; es definierte Trinkgeld als „kleinere Geldsumme für außer der Regel geleistete Dienstverrichtung, ursprünglich zum Vertrinken (bibale), auch Biergeld genannt“.
Im Jahr 1882 beschäftigte sich eine Streitschrift Rudolf von Jherings mit der „Trinkgeldunsitte“, mit der dieser eine Lawine lostrat und die Trinkgeldfrage für viele Jahrzehnte zu einem eifrig erörterten sozialpolitischen Thema erhob. Das „Pamphlet“ machte das Trinkgeld zum Politikum und den Kampf gegen das Trinkgeld zu einer Bewegung. Allmählich kristallisierte sich beim Publikum und in der Presse eine generelle Ablehnung zumindest des Überhandnehmens der Trinkgelder heraus. Die Trinkgeldfrage trug wesentlich dazu bei, das Augenmerk auf die traurigen Verhältnisse des damaligen Kellnerstandes und den oft feiertags- und urlaubslosen Arbeitsalltag von nicht selten mehr als vierzehn Stunden zu lenken. Zu Zeiten Jherings war die Vergabe von Trinkgeld-Posten an Kellner ohne jede weitere Entlohnung nicht unüblich, wobei sich sogar noch der Gastwirt einen Teil der Trinkgeldeinnahmen von dem Kellner abzweigen ließ. Ab 1920 besserte sich die soziale Lage der Kellner und Jherings Anliegen scheiterte.

### England
Die Herkunft des Wortes „tip“ ist unklar. Die oft zitierte Abkürzung aus „to insure promptness/to improve performance“ wird von Sprachforschern nicht als Ursprung des Wortes angesehen, da Akronyme in der englischen Sprache erst nach 1920 üblich wurden. Vielmehr stamme das Wort aus der Gangstersprache des 17. Jahrhunderts, wo „to tip“ etwa „geben, weitergeben, weiterleiten“ bedeutet habe. Eine Zuwendung („tip“) geben ist erstmals im Theaterstück The Beaux Stratagem von George Farquhar attestiert, das am 8. März 1707 uraufgeführt wurde. Als Substantiv erschien es erstmals 1755. Da „tipping“ auch aus „tipple“ für „Zechen“ abgeleitet sein könnte, liegt es nahe, dass der Begriff wohl in Englands Kneipen des 17. Jahrhunderts entstanden sein kann, als Gäste zur Beschleunigung der Getränkelieferung den Bedienungskräften zusätzliches Geld übergaben. Die Geschichte mit Edward Lloyd, der in London 1688 ein Kaffeehaus eröffnete und dort eine Blechdose mit der Aufschrift „to insure promptness“ aufstellte, hält sich hartnäckig; immerhin wurde das Kaffeehaus 1771 zum Zentrum der „Society of Lloyd’s of London“ und legitimierte als Versicherungsunternehmen damit das Wort „insure“.

### Vereinigte Staaten

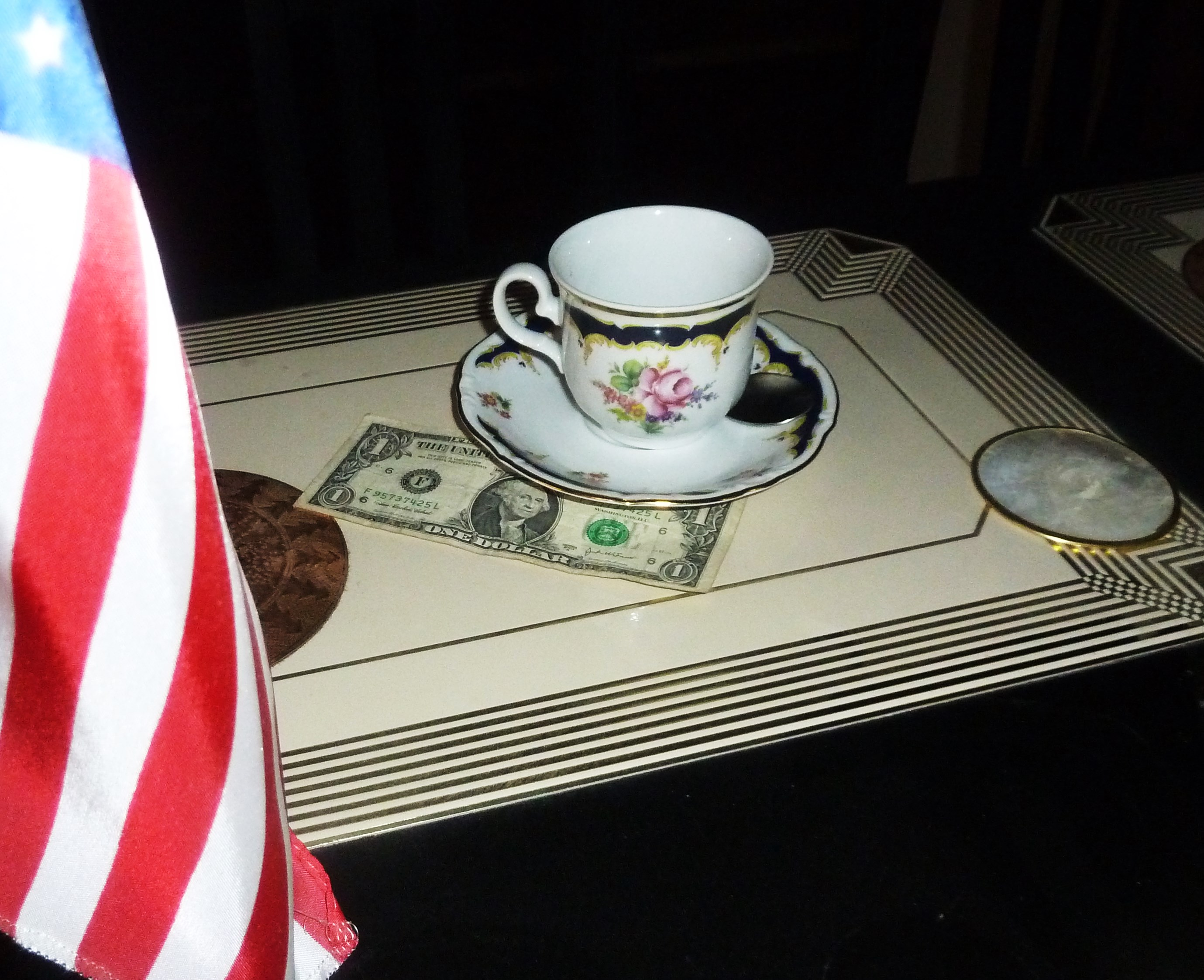
Trinkgeld in den Vereinigten Staaten in Form einer Ein-US-Dollar-Banknote

Das Geben von Trinkgeld begann nach dem Sezessionskrieg, als reisende US-Bürger diese Sitte aus England in die Vereinigten Staaten mitbrachten. Nach 1890 gab es Überlegungen, das „Tipping“ abzuschaffen, da es den Idealen des Landes zuwiderlaufen würde. Im Jahre 1904 gründete sich eine „Anti-Tipping Society in America“. Gewerkschaftlich organisierte Bedienungskräfte lehnten 1909 in New York Trinkgelder ab, um nicht ihren Lohn zu gefährden. Es entspreche nicht den Idealen einer antiaristokratischen Gesellschaft, weswegen man ja Europa verlassen habe, schrieb 1916 William Rufus Scott. In manchen Bundesstaaten wie in Washington (1909), Mississippi (1912) oder Tennessee (1915) wurde „Tipping“ als Vergehen bestraft. Diese Gesetze wurden jedoch spätestens 1926 wieder aufgehoben. Trinkgeld zu geben gehört in den USA seitdem zu den sozialen Normen.
Zusammengenommen müssen Lohn und Trinkgeld den gesetzlichen Mindestlohn erreichen.
Die Regierung Trump sorgte im März 2018 mit dem „Consolidated Appropriations Act 2018“ für eine Umverteilung des Trinkgeldes (englisch tip pooling) unter den Servicekräften, wonach auch Hintergrundkräfte (wie Köche oder Tellerwäscher) in die Verteilung einbezogen werden müssen, sofern die trinkgeldempfangenden Bedienungen (englisch waitresses, waiters) den Mindestlohn erhalten. Unverändert bleibt das Verbot für Inhaber oder Unternehmer der Gastronomie, die Trinkgelder der Servicekräfte einzufordern.

#### Tipflation
Als Tipflation (aus Tip für Trinkgeld und Inflation für die Erhöhung des allgemeinen Preisniveaus) bezeichnet man die Entwicklung von Trinkgeldern in den USA nach der Covid-19-Pandemie. Während der Pandemie erhöhte sich die Bereitschaft, Servicekräften mit einem zusätzlichen Bonus zu unterstützen. Nach deren Abflauen blieb es nicht nur dabei, vielmehr bürgerte sich in den bisherigen und sogar in weiteren Branchen eine deutlich erhöhte Erwartung an ein Trinkgeld ein. Die Auswertung eines US-Zahlungsanbieters ergab allein zwischen 2022 und 2023 eine Steigerung der Ausgaben für Trinkgeld um 17 %. Eine Rolle spielte dabei auch die bargeldlose Zahlung, bei der im Zahlvorgang auf einem Kundendisplay bereits ein Trinkgeld in drei unterschiedlichen Abstufungen vorgeschlagen wird, wobei viele Kunden offenbar zum mittleren Vorschlag neigen. Größe und Positionierung solcher Displays, die es Angestellten und anderen Gästen ermöglichen, das Tipping-Verhalten einer Person zu beobachten, können Kunden dabei zusätzlich unter Druck setzen (guilt-tipping). Dies erfolgt teils bereits vor Erbringung der Dienstleistung, so dass Kunden eine Schlechterstellung befürchten müssen, wenn sie ein unterdurchschnittliches oder kein Trinkgeld geben. Dazu kam die Ausweitung der Trinkgelderwartung auf bisher wenig betroffene Branchen und Kundenbeziehungen, so etwa in Arztpraxen und sogar in Selbstbedienungsgeschäften. Angesichts dessen entwickelt sich zugleich eine tip fatigue (Trinkgeldmüdigkeit), bei der Kunden bewusst weniger oder gar kein Trinkgeld geben oder sich wieder bewusster an der erlebten Servicequalität orientieren.

### Andere Länder
Russland war im 19. Jahrhundert das klassische Land der Trinkgelder, dort Teegeld genannt. Bei den Türken verabreichte man Badegeld, bei den Chinesen Teegeld. Das persische Wort bakhshesh, das viele Sprachen übernommen haben, bedeutet „bestechen“ oder „Trinkgeld geben“.
In Japan gilt Trinkgeld als Beleidigung.

## Zweck
Zweck ist in Europa meist der besondere Service, die Freundlichkeit, Schnelligkeit oder die gute Qualität in Gastronomie oder sonstigen Dienstleistungszweigen. Bedienungen erhalten in Europa meist ein sehr geringes Grundgehalt, so dass das Trinkgeld des Gastes deren Einkommenssituation aufbessert. In den Vereinigten Staaten und anderen Ländern gibt es insbesondere im Gastronomiegewerbe zwei Arten von Arbeitsverträgen. Die eine Variante gewährt den Bedienungen ein niedriges Grundgehalt, bei der anderen hingegen wird überhaupt kein Gehalt gezahlt, die Bediensteten sind daher auf Trinkgeld angewiesen.
Als Folge der Inflation zahlten in Deutschland 2022 viele Gäste den Bedienungen und Barkeepern deutlich weniger Trinkgeld als früher.

## Bedienungsgeld
In deutschen Gaststätten ist auch im Preis regelmäßig umsatzabhängiges Bedienungsgeld enthalten, das Bestandteil des Kaufpreises ist. Da hierauf ein Rechtsanspruch der Bediensteten besteht, ist es als Arbeitslohn dem Lohnsteuerabzug zu unterwerfen. Echte Bedienungsgelder sind im Gaststätten- und Hotelgewerbe Bestandteil der arbeitsvertraglichen Vergütung.

## Internationale Trinkgeld-Gepflogenheiten
In den meisten Ländern wird die Rechnung von Taxifahrten aufgerundet, Zimmerservice mit ein bis zwei Euro oder entsprechender Landeswährung belohnt. Die Gebräuche in der Gastronomie hingegen sind dagegen sehr unterschiedlich.
In Frankreich ist im Rechnungsbetrag bei Bistros, Cafés oder Restaurants eine Servicepauschale (französisch service compris) von 15 % enthalten, der Gast kann jedoch freiwillig ein Trinkgeld (französisch pourboire) von 10 % des Rechnungsbetrags hinterlassen. Griechenlands Tavernen erwarten ein Trinkgeld (griechisch φιλοδώρημα, filodórima) von maximal 5 %. Der Service ist im ausgewiesenen Preis enthalten. Hier wird bei kleinen Rechnungen aufgerundet. In allen anderen Fällen ist es üblich, dass der Kellner die Rechnung nach unten rundet, und die (griechischen) Gäste erwarten oft, dass ihnen zum Dank mit der Rechnung gratis Obst, Süßes oder Kaffee angeboten wird, wofür anschließend meist doch ein kleines Trinkgeld von wenigen Euro zurückgelassen wird. In den drei Sommermonaten allerdings kehrt sich dieses Verhalten in wenigen touristisch geprägten Regionen am Meer inzwischen um. Die Höhe des Trinkgeldes ist dann stark von der Nationalität des Gastes abhängig. Deutsche sollten wie die Griechen wenige Euro, nicht mehr als vielleicht 5 % geben. In Großbritannien ist in Restaurants meist eine Servicepauschale (englisch service charge) in der Rechnung enthalten, dann kann das freiwillige Trinkgeld (englisch tip) deutlich niedriger ausfallen als 15 %, die fällig werden, wenn keine Servicepauschale wie in Kneipen (englisch pub) berechnet wird. In Italien liegt das Trinkgeld (italienisch mancia) bei 5–10 %, in Österreich auch bei 5–10 %, in Portugal beträgt das Trinkgeld (portugiesisch gorjeta) 10–15 %. In den Niederlanden ist ein Trinkgeld (niederländisch drinkgeld, fooi) wie in Deutschland üblich. Spaniens Kneipen (spanisch bodega) oder Restaurants erwarten nicht mehr als 5 % Trinkgeld (spanisch propina). Eine Umfrage unter je nach Land rund 1000 bis 2000 Personen ergab im Mai 2023, dass der Anteil der Befragten, die üblicherweise Trinkgeld geben, z. B. zwischen Dänemark (24 Prozent), Frankreich (37 Prozent) und Deutschland (78 Prozent) schwankt. 
In den USA liegt der Mindestlohn für Servicepersonal bei 2,13 US-Dollar pro Stunde, sodass ein Trinkgeld von 15–20 % verpflichtender ist als in Europa. In ostasiatischen Ländern wie Südkorea, Japan und China ist Trinkgeld allgemein unüblich und wird als Beleidigung empfunden. In China ist Trinkgeld völlig unüblich und wird zumeist abgelehnt, begleitet von „brauche ich nicht, nicht nötig“ (chinesisch 不需要 bùxūyào).

### Trinkgeld in Dänemark
Am 2. Oktober 1969 wurde das Trinkgeld in Dänemark offiziell abgeschafft, da das Marketinggesetz dahingehend geändert wurde, dass Unternehmen kein Trinkgeld mehr zu dem dem Kunden angegebenen Preis hinzufügen durften. Stattdessen müssen die Unternehmen die Gesamtpreise für die einzelnen Waren oder Dienstleistungen inklusive 15 % Trinkgeld angeben. Seit 1969 ist es in Dänemark nicht mehr üblich, Trinkgeld zu geben, und es ist völlig freiwillig, wenn man etwas mehr geben möchte. In Dänemark verbietet kein Gesetz Trinkgelder oder zusätzliche Trinkgelder, aber eine Vereinbarung und zwei Gesetze veränderten die Trinkgeldtraditionen der Dänen.

## Bargeldloses Trinkgeld
Bei zunehmender Bedeutung bargeldlosen Zahlens wird auch Trinkgeld vermehrt nicht mehr bar gegeben, sondern anhand einer Option am Kartenlesegerät. Dieses verfügt dazu oftmals über Trinkgeldtasten, mit der z. B. die Varianten „Kein Trinkgeld“, 5 Prozent, 10 Prozent oder 20 Prozent gewählt werden können. Verbraucherschutzorganisationen sehen diese Entwicklung eher kritisch, insbesondere, wenn die Option "Kein Trinkgeld" nicht oder eher versteckt implementiert ist.

## Abgrenzung
Das Trinkgeld ist nicht zu verwechseln mit dem Korkengeld, das von Gästen verlangt wird, die mitgebrachtes Essen oder Getränke im Restaurant oder während einer Veranstaltung verzehren.